# Gentbrugge
Gentbrugge és un nucli del municipi de Gant a la província Flandes Oriental de Bèlgica. Té 20317 habitants (2007).

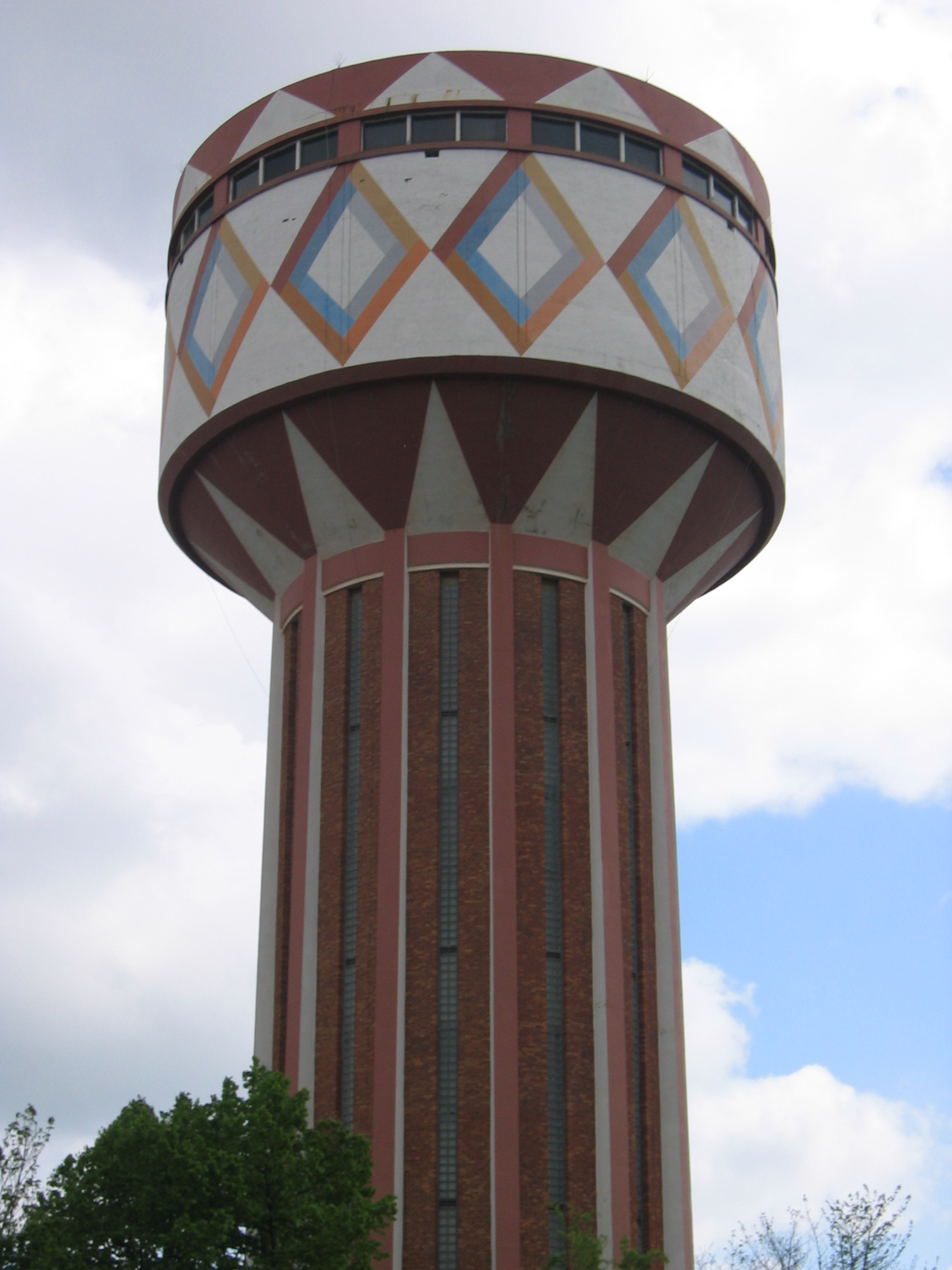
La torre d'aigua

Gentbrugge es trobava a la via romana cap a Bellovacum. Sempre hi ha un barri, anomenat Kamp, del qual el topònim provindria d'un antic camp romà. Durant l'antic règim pertanyia al Franconat de Bruges.
Al segle xix, Gentbrugge era conegut per a l'horticultura i la floricultura. De 1881 a 1884, la NMBS, la companyia ferroviària belga va construir al barri dit de l'Arsenaal, un taller i una estació de formació de trens. Aquestes instal·lacions van contribuir al desenvolupament demogràfic del poble: de 1880 a 1890 la població va doblar de 4298 a 8262 habitants. Un altre barri molt conegut és Moscou, per la sorpresa que crea pels visitants de Gant quan hi veuen un tramvia que té una destinació tan llunyana.
El poble es troba en un revolt de l'Escalda a l'oest del centre de Gant. En tallar aquesta revolta als anys 50 per a construir el Ringvaart, s'ha format una mena d'illa. Un altre canal que passa parcialment el poble és el Franse Vaart.

## Llocs d'interès
- La torre d'aigua amb la seva pintura molt bigarrada
- L'estadi Jules Otten del club AA Gent
- Castell de Oude Kluis, probablement el castell més vell
- Castell Braemkasteel
- Castell Vilain en estat ruïnós, malgrat el seu estatut de monument llistat
- Castell de Pélichy
- Castell Coninxdonck erigit al segle xix a l'endret d'un burg medieval

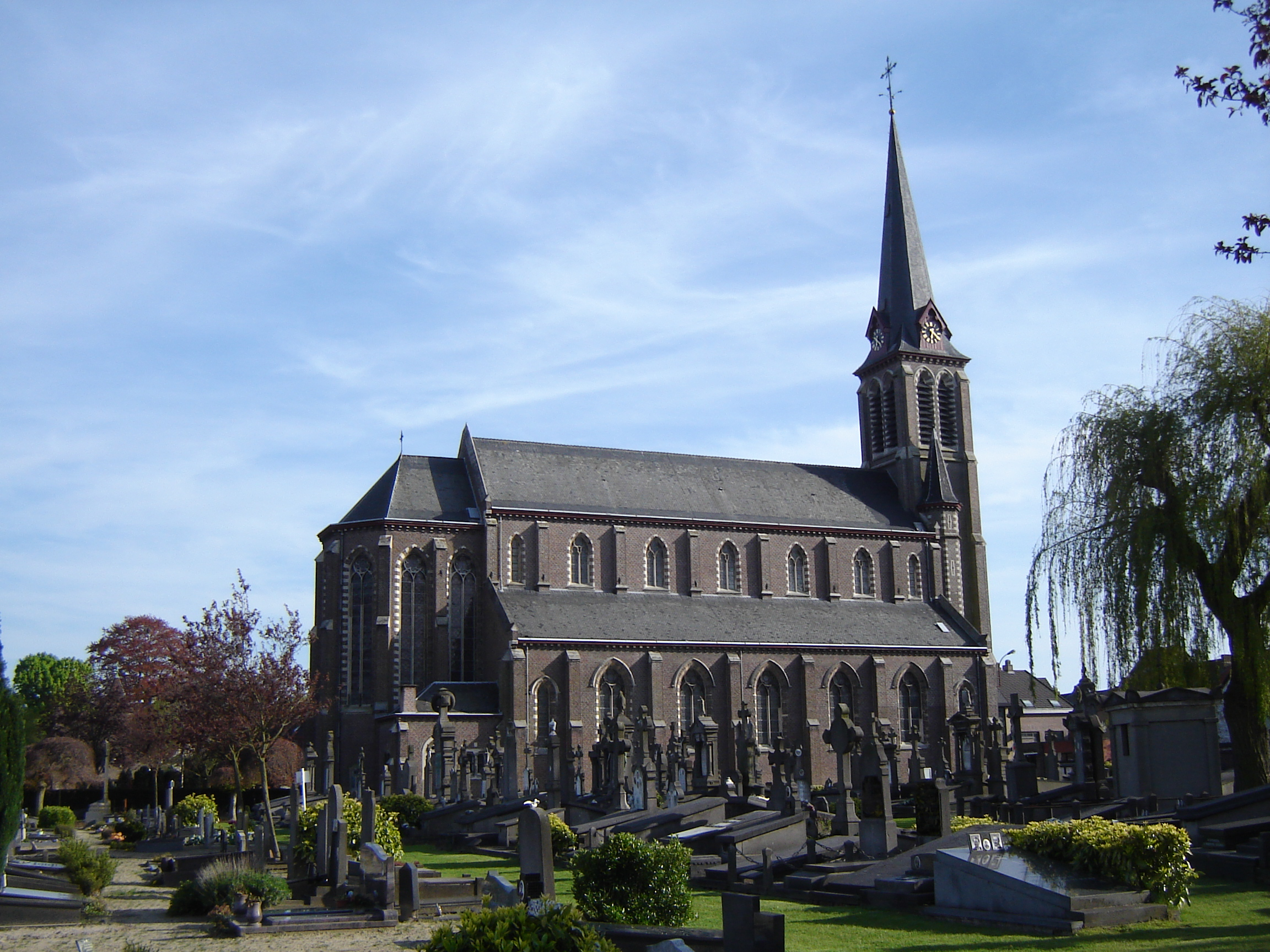
L'església de Simó i Judes Tadeu
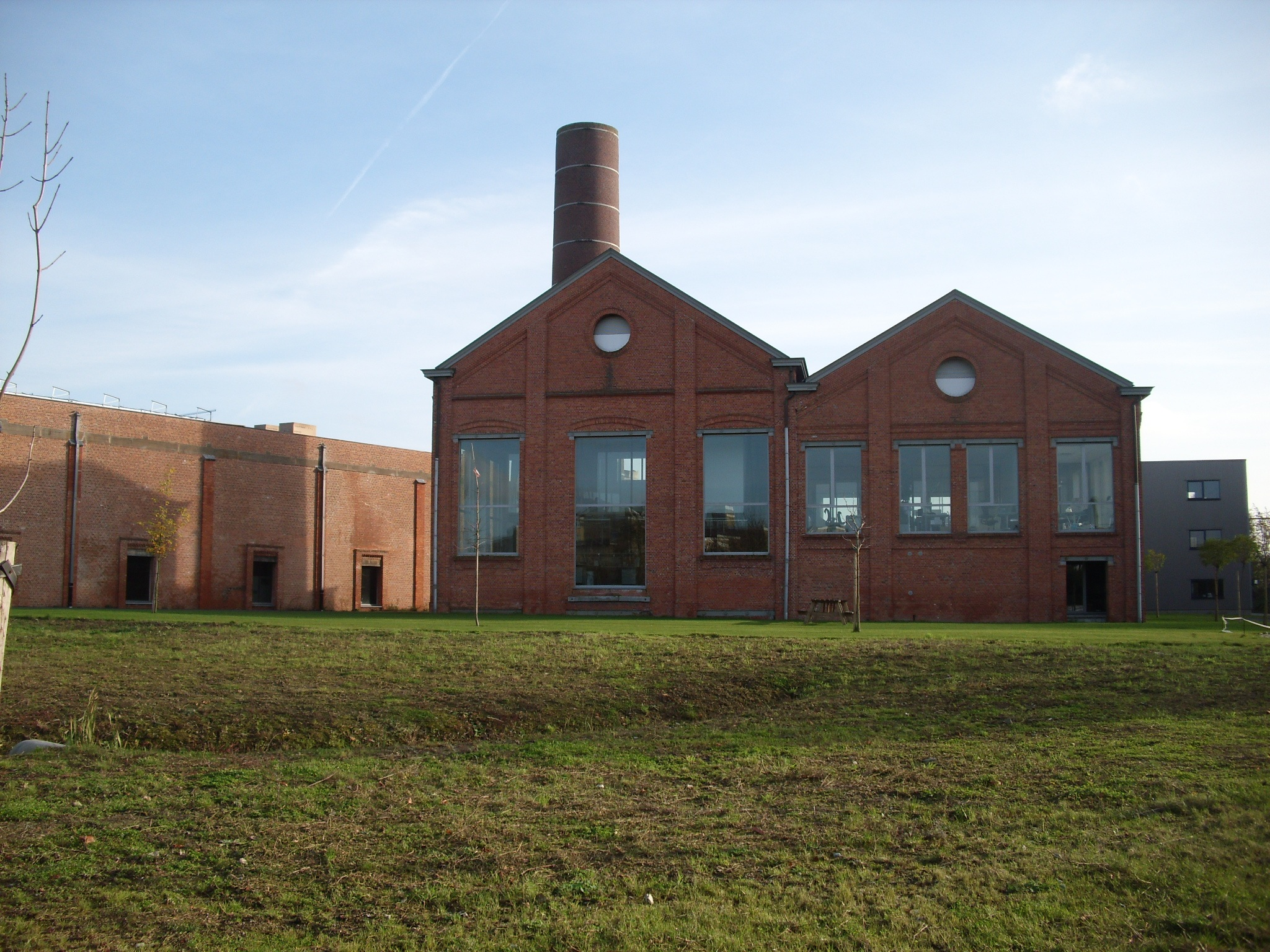
Fornal de la fàbrica Arbed
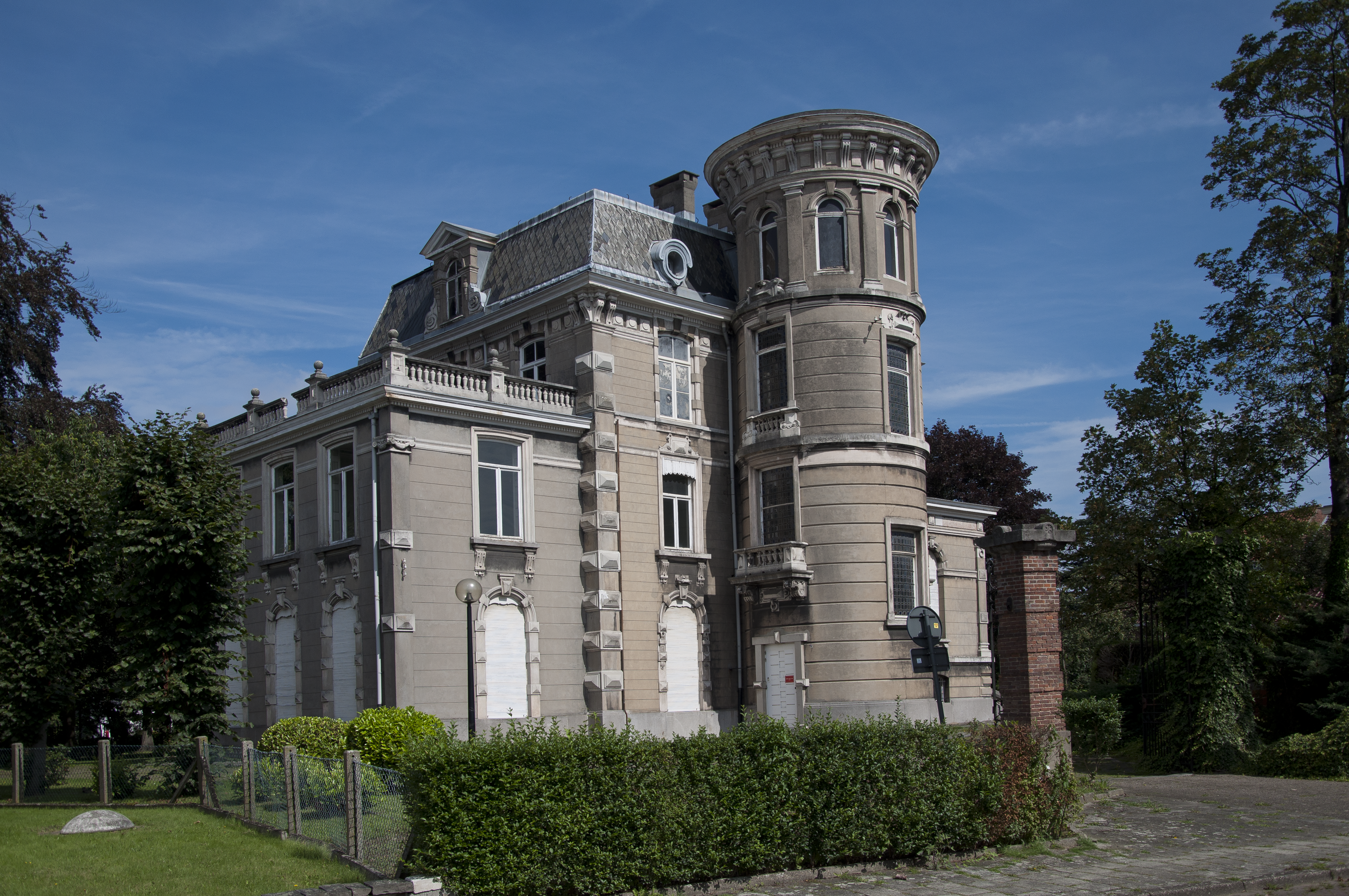
Castell de Pelichy
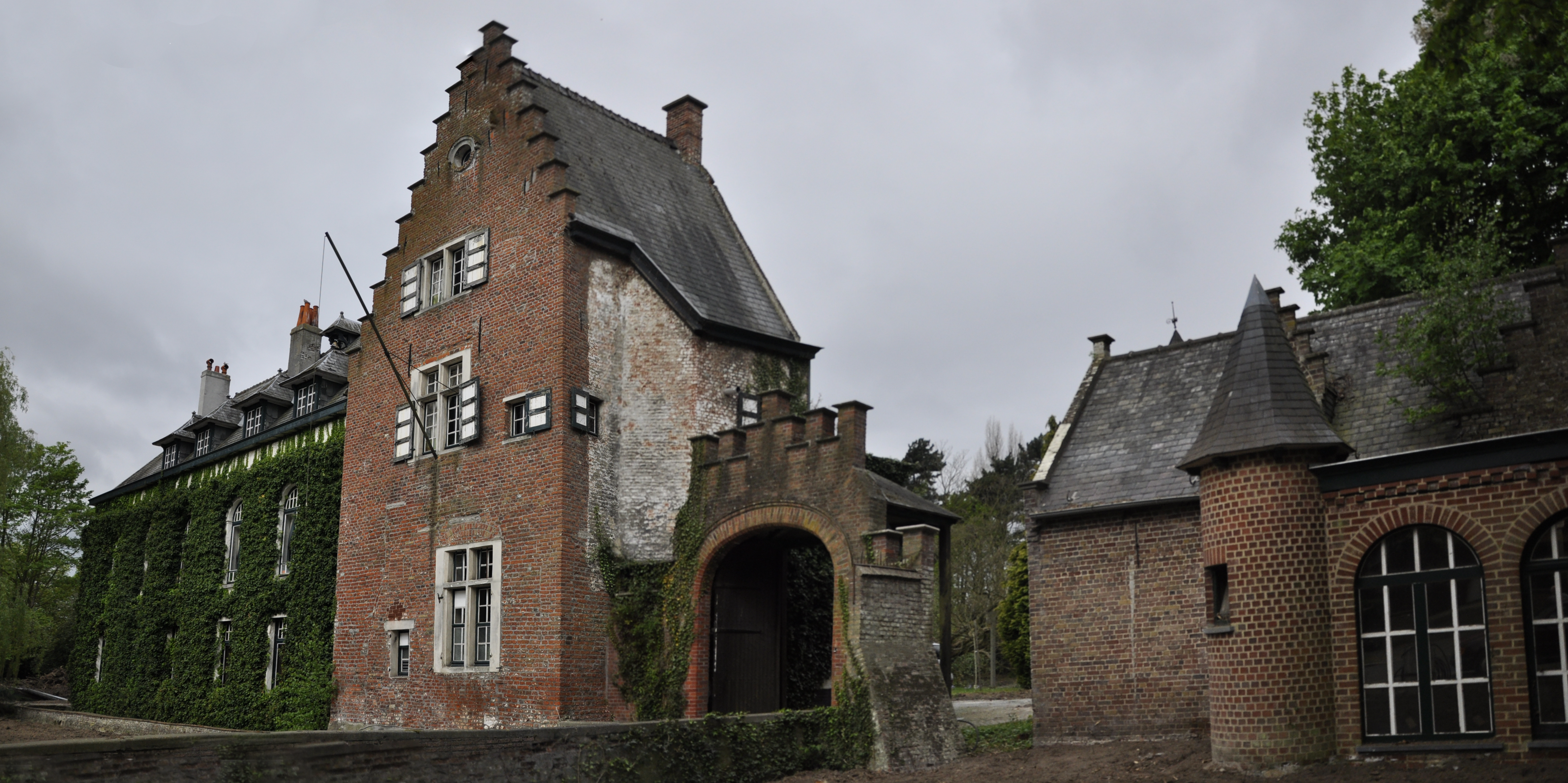
Castell De Oude Kluis

- L'església de Simó i Judes Tadeu
- Fornal de la fàbrica Arbed
- Castell de Pelichy
- Castell De Oude Kluis